# Eilema amaurobapha
Eilema amaurobapha là một loài bướm đêm thuộc phân họ Arctiinae, họ Erebidae.